# Géraldine Cosneau
Géraldine Cosneau (née à Nantes en 1968) est une auteure et illustratrice de livres pour enfants, et designer textile française.

## Biographie
Elle fait ses études à l'École des beaux-arts de Nantes. Elle a une première carrière tournée vers l'illustration dans le textile durant une dizaine d'années. Mais depuis 2009, elle se consacre essentiellement à la publication d'ouvrages jeunesse dont le style met en valeur les histoires. Elle vit à Nantes.

## Ouvrages
Elle a illustré et écrit de nombreux livres.

### Auteure et illustratrice
- Les quatre coins du monde, Lito, 2006  (ISBN 9782244021218)
- Le jardin, Lito, 2006  (ISBN 9782244021225)
- Les saisons, Lito, 2006  (ISBN 9782244021232)
- L'automne, Mila Éditions, 2007  (ISBN 9782840065081)
- L'hiver[5], 2007
- Les animaux de la ferme, Lito, 2007  (ISBN 9782244021249)
- Pâques, lito, 2007  (ISBN 9782244021256)
- Les petits poissons, Lito, 2007  (ISBN 9782244065731)
- Les petits oiseau', Lito, 2007  (ISBN 9782244065748)
- Les petits lapins, Lito, 2007  (ISBN 9782244065755)
- Les petits chiens, Lito, 2007  (ISBN 9782244065762)
- Le printemps, Mila Boutan, 2008  (ISBN 9782840065258)
- Les déguisements, Mila, 2008  (ISBN 9782840065357)
- L'été, Mila Boutan, 2008  (ISBN 9782840065265)
- Au pays des fées, Lito, 2008  (ISBN 9782244065878)
- A travers l'histoire, Mila, 2009 (ISBN 978-2-84006-567-8 et 2-84006-567-3, OCLC 893733153, lire en ligne)
- A travers le monde, Mila, 2009  (ISBN 9782840065548)
- Mon voyage autour du monde, Mila Boutan, 2009  (ISBN 9782840065685)
- Les métiers, Mila, 2009  (ISBN 9782840065555)
- Mes créations des quatre saisons, Mila Boutan, 2009  (ISBN 9782840065630)
- Les contes, Mila, 2009  (ISBN 9782840065661)
- Panorama du monde, Mila Boutan, 2010  (ISBN 9782840065784)
- Une année au jardin et au potager : 64 pages d'activités, 300 gommettes, Éd. France loisirs, dl 2010 (ISBN 978-2-298-04085-2 et 2-298-04085-0, OCLC 762556933, lire en ligne)
- Où te caches-tu petit Léon? : un livre surprise, Éd. Amaterra, dl 2010 (ISBN 978-2-35450-142-6 et 2-35450-142-0, OCLC 763039864, lire en ligne)
- Panoramas des villages du monde : 8 frises géantes à compléter et 24 coloriages à réaliser, Mila, 2010 (ISBN 978-2-84006-615-6 et 2-84006-615-7, OCLC 893798520, lire en ligne)
- Tout doux lapinou, Hatier, 2010  (ISBN 9782218929991)
- Panoramas de l'histoire, Mila, 2011  (ISBN 9782840066415)
- La dinette, Lito, 2011  (ISBN 9782244201931)
- Les princesses du monde, Lito, 2011  (ISBN 9782244066103)
- Mes premiers mots magnétiques, Tourbillon, 2011  (ISBN 9782848016252)
- Tous en piste !, Tourbillon, 2011  (ISBN 9782848016221)
- Hänsel et Gretel, Mila, 2011  (ISBN 9782840066378)
- Prosper et le joyeux anniversaire, Actes Sud junior, 2011
- La mer et la campagne, Mila Boutan, 2012  (ISBN 9782840066750)
- Le désert et la banquise, Mila, 2012  (ISBN 978-2-84006-676-7)
- La piscine et le poney club, Mila, 2012  (ISBN 9782840066910)
- Les animaux du monde de Géraldine, Mila, 2012  (ISBN 9782840066934)
- Le cirque et la fête foraine, Mila Boutan, 2012  (ISBN 9782840066927)
- Les dinosaures, Lito, 2013  (ISBN 9782244066646)
- Ma cabane de chiffres, Tourbillon, 2012  (ISBN 9782848016900)
- Mes lettres bonshommes, Lito, 2012  (ISBN 9782244066257)
- Mes lettres animaux, Lito, 2012  (ISBN 9782244066233)
- Mes lettres princesses, Lito, 2012  (ISBN 9782244066240)
- Les instruments de musique, Les deux coqs d'or, 2013  (ISBN 9782013943536)
- Ma balade à Paris : En coloriages, découpages et gommettes, Mila, 2013  (ISBN 9782840067436)
- Histoire du monde de Géraldine, Mila Boutan, 2013  (ISBN 9782840067733)
- Chut, c'est une surprise !, avec Virginie Aladjidi, Hatier jeunesse, 2013  (ISBN 9782218971730)
- Panorama des sports et des loisirs, Mila Éditions, 2014  (ISBN 9782840067740)
- 1,2,3, nous irons aux bois et autres jolies comptines, Fleurus, 2014  (ISBN 9782215124924)
- Au potager, Mila, 2014  (ISBN 9782840067870)
- Au jardin, Mila, 2014  (ISBN 9782840067863)
- Mes créations des quat'saisons : L'hiver, Mila, 2014  (ISBN 9782840068198)
- Mon vrai cahier de vacances, Mila, 2014  (ISBN 9782840068020)
- Ma balade à Londres, Mila, 2014  (ISBN 9782840067900)
- Mes premiers livres de bain, Nathan, 2014  (ISBN 9782092537473)
- Mon arbre généalogique, 2015  (ISBN 9782815306690)
- Mon mémory à la ferme, Mila, 2015  (ISBN 9782840068747)
- Ma balade au Mont-Saint-Michel, Mila, 2015  (ISBN 9782840068365)
- Mes animaux à décorer, Fleurus, 2016  (ISBN 9782215149804)
- Les baleines, les requins, les dauphins, Lito, 2016  (ISBN 9782244067773)
- Les fées, Lito, 2016  (ISBN 9782244202297)
- Ma petite planète en hiver, Mila, 2016  (ISBN 9782840069201)
- Mes comptines de Noél, Lito, 2016  (ISBN 9782244464251)
- Des enfants dans la nuit, Quatre fleuves, 2017  (ISBN 9791026401674)
- Les animaux de la banquise, Lito, 2017  (ISBN 9782244067933)
- Noctambules, Amaterra, 2018[1]
- 50 animaux à habiller de la tête aux pieds, Mila, 2018  (ISBN 9782840066408)
- La jungle et le bush, Milan, 2018  (ISBN 9782840067412)
- Toc toc toc : Les jolies maisons des contes, Fleurus, 2018  (ISBN 9782215129370)
- Un vent de panique pour Charline, Flammarion jeunesse Père castor, 2018  (ISBN 9782081420946)
- Une enquête de Loulou : Qui a mangé les carottes du potager ?, Amaterra, 2019  (ISBN 9782368561980)
- Mes premiers airs de la chanson française, Gründ, 2019  (ISBN 9782324024542)
- Tourne, tourne, petit moulin, Milan, 2019  (ISBN 9782408009373)
- Une enquête de Loulou : Qui a volé le miel des abeilles ?, Amaterra, 2019  (ISBN 9782368561973)
- Les habits du père Noël, avec Brigitte Delpech, Flammarion jeunesse, père castor, 2019  (ISBN 9782081442597)
- Bonne Nuit, avec Louison Nielman, Fleurus, 2020  (ISBN 9782215173779)
- Le tour du monde en activités, Mila, 2020  (ISBN 9782378790554)
- Une enquête de Loulou : qui a coupé les arbres de la forêt ?, Amaterra, 2020  (ISBN 9782368562291)
- Une enquête de Loulou : Qui a grignoté toutes ces noisettes ?, Amaterra, 2020  (ISBN 9782368562284)
- Pop.pop.pop : La ferme, Nathan, 2021  (ISBN 9782092490242)
- Pop.pop.pop : Les véhicules, Nathan, 2021  (ISBN 9782092490259)
- A l'heure de la sieste, Amaterra, 2021  (ISBN 9782368562642)
- bonjour Paris, avec Christopher Franceschelli, Bayard Jeunesse, 2021  (ISBN 9791036320385)
- Pop.pop.pop - Les animaux sauvages, Nathan, 2022  (ISBN 9782092494271)
- Pop, pop, pop les couleurs - Mon imagier Pop-Up, Nathan, 2022  (ISBN 9782092494257)
- Pop.pop.pop : Noël, Nathan, 2022  (ISBN 9782092493885)
- Pop.pop.pop - Mon imagier pop-up des animaux de la mer, Nathan, 2023  (ISBN 9782095015787)

### Illustratrice uniquement
Liste non exhaustive.
- Chut, c'est une surprise !, Virginie Aladjidi ; Hatier jeunesse, 2011
- Un œuf pas comme les autres, Agnès de Lestrade, dans Les P'tites filles à la vanille  (ISSN 1950-4705), 52, 2011
- Bonjour petit chou, bonne nuit mon amour, Michel Piquemal, Hatier jeunesse, 2009